# Aeropuerto Internacional de Saipán
Aeropuerto internacional de Saipán (en inglés: Saipan International Airport; también conocido como Aeropuerto Internacional Francisco C. Ada / Saipán o bien Francisco C. Ada/Saipan International Airport) es un aeropuerto público localizado en la isla de Saipán en el Estado Libre Asociado estadounidense de las Islas Marianas del Norte. El aeropuerto es propiedad de la Autoridad Portuaria de la Mancomunidad.
Aunque la mayoría de los aeropuertos de Estados Unidos utilizan el mismo identificador de tres letras de ubicación para la FAA y IATA, Aeropuerto internacional de Saipán tiene asignado el GSN para la FAA y SPN por la IATA (que asigna GSN al Monte Gunson, Australia meridional, en Australia).

## Aerolíneas y destinos

### Vuelos nacionales
| Isla Rota | Aeropuerto Internacional de Rota   | Star Marianas Air / United Airlines |
| Tinián    | Aeropuerto Internacional de Tinian | Star Marianas Air                   |

### Vuelos internacionales
| Ciudades por país | Nombre del aeropuerto                         | Aerolíneas                                            |      |      |
| Asia              | Asia                                          | Asia                                                  | Asia | Asia |
| ----------------- | --------------------------------------------- | ----------------------------------------------------- | ---- | ---- |
| China             |                                               |                                                       |      |      |
| Chengdú           | Aeropuerto Internacional de Chengdú-Shuangliu | Sichuan Airlines                                      |      |      |
| Guangzhou         | Aeropuerto Internacional de Cantón-Baiyun     | Sichuan Airlines                                      |      |      |
| Pekín             | Aeropuerto Internacional de Pekín-Capital     | China Eastern Airlines                                |      |      |
| Shanghái          | Aeropuerto Internacional de Shanghái-Pudong   | China Eastern Airlines (Chárter) / Sichuan Airlines   |      |      |
| Corea del Sur     |                                               |                                                       |      |      |
| Busan             | Aeropuerto Internacional de Gimhae            | Asiana Airlines / Jeju Air                            |      |      |
| Seúl              | Aeropuerto Internacional Incheon              | Asiana Airlines / Jeju Air / Jin Air / T'way Airlines |      |      |
| Filipinas         |                                               |                                                       |      |      |
| Manila            | Aeropuerto Internacional Ninoy Aquino         | Philippine Airlines operado por PAL Express           |      |      |
| Hong Kong         |                                               |                                                       |      |      |
| Hong Kong         | Aeropuerto Internacional de Hong Kong         | Hong Kong Airlines / Hong Kong Express Airways        |      |      |
| Japón             |                                               |                                                       |      |      |
| Nagoya            | Aeropuerto Internacional Chūbu Centrair       | Delta Airlines (Estacional)                           |      |      |
| Osaka             | Aeropuerto Internacional de Kansai            | Asiana Airlines (Estacional)                          |      |      |
| Tokio             | Aeropuerto Internacional de Narita            | Delta Airlines                                        |      |      |
| Oceanía           |                                               |                                                       |      |      |
| Guam              |                                               |                                                       |      |      |
| Guam              | Aeropuerto Internacional Antonio B. Won Pat   | Star Marianas Air / United Airlines                   |      |      |